# دونالد س. جونسون
دونالد س. جونسون (بالإنجليزية: Donald C. Johnson)‏ هو دبلوماسي أمريكي، ولد في 1949 في المكسيك.

## وصلات خارجية
- دونالد س. جونسون على موقع إن إن دي بي (الإنجليزية)